# アイアンハート (テレビドラマ)
『アイアンハート』（Ironheart）は、同名のキャラクターが題材のマーベル・コミックを原案とした、チナカ・ホッジによるDisney+向けのアメリカのテレビミニシリーズ。マーベル・シネマティック・ユニバース（MCU）のテレビシリーズで、マーベル・スタジオによって、同社のレーベル「マーベル・テレビジョン」を通じ、プロキシミティ・メディアと共同で製作された。本作はMCUの映画と連動しており、2022年公開の映画『ブラックパンサー/ワカンダ・フォーエバー』での出来事の後が舞台となっている。ホッジがヘッドライターを務める。
ドミニク・ソーンは 『ブラック・パンサー/ワカンダ・フォーエバー』からリリ・ウィリアムズ / アイアンハートを再演し、リリック・ロス、マニー・モンタナ、マシュー・エラム、アンジ・ホワイト、ジム・ラッシュ、エリック・アンドレ、クリー・サマー、ソニア・デニス、シェー・クーリー、ゾーイ・テラケス、シャキーラ・バレーラ、アンソニー・ラモス、オールデン・エアエンライクと共演する。本作はソーンの配役と共に2020年12月に発表された。2021年4月にホッジが起用され、2022年2月に追加のキャストが明らかにされた。サム・ベイリーとアンジェラ・バーンズは2022年4月に監督に加わった。撮影は同年6月初旬にジョージア州アトランタにあるトリリス・スタジオで開始され、10月下旬にシカゴに移動し、11月初旬に終了した。
2025年6月24日（日本時間6月25日）にDisney+で初回3話が配信され、7月1日に残りの3話が配信予定。MCUのフェイズ5最後のテレビシリーズであり、同フェイズを締めくくる作品でもある。

## あらすじ
ワカンダとタロカン帝国との戦争の後、MITの生徒であるリリ・ウィリアムズはシカゴに戻ると、謎めいたパーカー・ロビンス / フッドと関わる中でテクノロジーと魔法を対立させる秘密を発見し、危険と冒険の道へと導かれる。

## 登場人物・キャスト
リリ・ウィリアムズ / アイアンハート
演 - ドミニク・ソーン、日本語吹替 - 早見沙織
MIT生で、トニー・スターク / アイアンマンのそれに匹敵するパワードスーツを作り出すシカゴ出身の天才発明家。
ソーンは、『ブラックパンサー/ワカンダ・フォーエバー』で紹介された後、本作はリリへ「より深く潜り込む」だろうと説明した。本作は、『ワカンダ・フォーエバー』での人物像を作り上げた背景や生い立ちの説明に役立つほか、その映画の出来事が、アイアンハートとしての彼女の見方をどのように変えたのかを扱うと述べている。
エグゼクティブ・プロデューサーのセヴ・オハニアンは、リリは『ブレイキング・バッド』シリーズのアンチヒーローであるウォルター・ホワイトや、テレビシリーズ『ザ・ソプラノズ』のトニー・ソプラノのように「ブレイキング・バッドな（堕落した）」道を歩むだろうと述べた。

ナタリー・ワシントン / N.A.T.A.L.I.E.
演 - リリック・ロス、日本語吹替 - 金子睦
リリの亡き親友で、スーツ内のAI「N.A.T.A.L.I.E.」（Neuro Autonomous Technical Assistant and Laboratory Intelligence Entity）として姿を現す。

ジョン・キング
演 - マニー・モンタナ、日本語吹替 - 江頭宏哉
パーカー・ロビンスのいとこで、彼の組織のメンバーであるナイフ使い。

エグザヴィア・ワシントン
演 - マシュー・エラム、日本語吹替 - 前野智昭
リリの近所の友人で、ナタリーの弟。

ロニー・ウィリアムズ
演 - アンジ・ホワイト、日本語吹替 - 杉本ゆう
リリの母。

ウィルクス教授
演 - ジム・ラッシュ、日本語吹替 - 烏丸祐一
MITの教師。

スチュアート・クラーク / ランページ
演 - エリック・アンドレ、日本語吹替 - 藤原聖侑
技術専門のロビンスの組織のメンバー。

マデリン・スタントン
演 - クリー・サマー、日本語吹替 - 新井笙子
ロニーの派手な友人で、ゼルマの母。

クラウン
演 - ソニア・デニス、日本語吹替 - 黒木彩加
火薬爆破を専門とする、ロビンスの組織のメンバー。

スラッグ
演 - シェー・クーリー、日本語吹替 - 奈良徹
マドリプール出身のハッカーで、ロビンスの組織のメンバー。
元ドラァグクイーンで、富裕層からシカゴのコミュニティへの富の再分配を望んでいる。

ジェリ・ブラッド
演 - ゾーイ・テラケス、日本語吹替 - 市川蒼
ロビンスの組織のメンバーで、ロズのきょうだい。

ロズ・ブラッド
演 - シャキーラ・バレーラ、日本語吹替 - 東内マリ子
ロビンスの組織のメンバーで、ジェリの姉妹。

パーカー・ロビンス / フッド
演 - アンソニー・ラモス、日本語吹替 - 木村良平
リリに協力する組織のリーダー。フードを被ることで、黒魔術や魔法が使用可能になる。
ラモスは、ロビンスは複雑で、「他の不適合者を受け入れ、自分達は除け者として見られようと最後にはトップに立つんだと世界に示したい」不適合者だと述べた。ロビンスはシカゴ近隣のハンボルト・パーク出身で、プエルトリコのストリートギャングから活動家となった組織「ヤング・ローズ」の一員である母親に育てられている。コミックではニューヨーク出身である。
エグゼクティブ・プロデューサーのライアン・クーグラーは、リリとロビンスが同じコインの表と裏であり、2人は偉大さへの探求を共にすることで絆を深めていると述べた。

エゼキエル・“ゼイク”・ステイン
演 - オールデン・エアエンライク、日本語吹替 - 野島裕史
技術倫理コンサル。スタークの亡きメンターから宿敵となったオバディア・ステインの息子であり、「ジョー・マクギリカディ」という偽名を使い、ひっそりと暮らしている。
その他、リリに雑用を依頼する浮浪児のランドン役でハーパー・アンソニー（日本語吹替：齋藤統真）、リリの友人でマデリンの娘のゼルマ・サントン役でリーガン・アライア（日本語吹替：田中美海）、リリの亡き義父のゲイリー・ウィリアムズ役でラロイス・ホーキンズ（日本語吹替：武田太一）、パーカー・ロビンスの父親のアーサー・ロビンス役でポール・カルデロン（日本語吹替：辻親八）が出演する。 また、ラシダ・シーズ・オライウォラとサシャ・バロン・コーエン（日本語吹替：中川慶一）が未公開の役で出演する。

## 配信
Disney+にて2025年6月24日に初回3話が配信され、同年7月1日に残りの3話が配信される。ライターのジョンストンはインヴァースの寄稿にて、エピソード数の少なさのわりにまとめられた本作の配信スケジュールへの失望を述べ、ディズニーが「可能な限り早くシリーズ全体を投げ捨てようとしている」のではないかと感じており、それが「Disney+の配信スケジュールのただの気まぐれ」であることを望んでいる。
本作は当初2023年後半に配信される予定であったが、その年の2月にはディズニーとマーベル・スタジオがコンテンツ量の再考をしていたため、2023年配信開始の可能性は低いと考えられた。5月には2024年配信になると報じられたが 、2023年のハリウッド労働争議が作品の完成に影響を及ぼしたため、9月にマーベル・スタジオの公開スケジュールから外された。翌月、本作の著作権申請により2025年9月3日が配信日であることがほのめかされるも、1年後、2025年6月24日の配信日が発表された。MCUのフェイズ5最後の作品である。